# Jean-Marie Redon
Pour les articles homonymes, voir Redon (homonymie).
Jean-Marie Redon est un banjoïste français né le 16 décembre 1948 à Neuilly sur Seine, l'un des pionniers du banjo bluegrass en Europe continentale.
Après avoir joué dans les Dunce’s avec Alain Bashung (1966), il a été cofondateur d'un des tout premiers groupes de bluegrass européen, le Bluegrass Flingou 37,5, avec Claude Lefebvre et le mandoliniste Mick Larie. Il participe ensuite aux groupes successivement les plus en vue dans ce domaine : Bluegrass Connection (1972-1974), Bluegrass Long Distance (1974-1982) et Stylix (1982-1990) , avec lesquels il enregistre plusieurs albums et effectue de nombreux concerts en Europe et aux USA. Après sa participation aux disques "Banjo Paris Session", il enregistre également plusieurs albums sous son nom. En 1995, il fonde le groupe européen Eurograss (1993-1997), avec lequel il donne de nombreux concerts en Europe.
Comme accompagnateur, Jean-Marie Redon a enregistré et s'est produit sur scène avec le guitariste Marcel Dadi. Outre Alain Bashung (avec son premier groupe), il a aussi joué pour Claude Bolling, Romane, Joe Dassin, Jean-Félix Lalanne. 
Aux USA, il s'est produit de nombreuses fois dans les festivals de bluegrass et a même été invité dans le show de Bill Monroe au Grand Ole Opry. Il figure dans l’ouvrage "Masters of the Five String". L’association US SPBGMA lui a décerné un AWARD en 1998 pour sa carrière de banjoïste Bluegrass.
Dans les années 2000, il se produit plus souvent en duo, avec Mox Gowland puis avec Sharon Lombardi. Jean-Marie Redon a également produit avec le mandoliniste Mike Larie une trentaine d’émissions sur la musique Bluegrass pour la chaine de TV internet Canalweb. Il a joué également à partir de 2005 avec Blue Railroad Train (album ‘Going back to the Riverside), tourné en Europe et aux États-Unis. Depuis 2006, il collabore également avec le violoniste Gilles Apap, (concerts avec l’orchestre philharmonique Pas-de-Loup dont théâtre du Chatelet).
Auteur de plusieurs ouvrages pédagogiques sur le banjo, dont une méthode écrite en collaboration avec le banjoïste américain Bill Keith  (Chapell), Jean-Marie Redon a plus récemment réalisé une méthode de banjo en DVD (2009).

## Discographie
- - 1969 Blue Grass Flingou 37 1/2 45 RPM, EP, Del Sol DS 16 012 (avec Claude Lefebvre, Mick Larie et Eric Bouillet)
- Avec Bluegrass connection (1972-1974)
  - 1974 Gilbert Caranhac le Dobro LP chez Chant du Monde F - LDX 744508
  - 1975 Bluegrass Français LP chez Puritan (U.S.A) 5006[1]

- Avec (Bluegrass) Long Distance (1974-1982)
  - 1977 Mick Larie, 'Le Mandoline Americaine' Chant Du Monde – LDX 74618
  - 1977 Long Distance ‘Bluegrass’ chez Cezame CEZ 1033[2]
  - 1978 Long Distance Encore un Verre / Routier (Simple) chez Cezame / Carrere CEZ 507
  - 1979 Long Distance : Lâche pas la Patate / Bougie Woogie (Simple) chez Cezame Carrere CEZ 510

- Avec Eurograss (1993-1997),
  - 1996 Eurograss Made In Europe chez Strictly Country Records SCR A-6 - 1996 reed. CD (?)

- Avec Blue Railroad Train (2005..)
  - 2007 Going back to the Riverside CD chez Redstart Records RSR 101
- Avec Sharon Lombardi & Bart Gravendaal
  - 2015 JMB’S TRIO Immigrant
- Avec Lluís Gómez
  - 2020 Una Más, microscopi

- En solo
  - Participation aux disques Banjo Paris Session vol. 1 (1975) chez Pony/musigrass puis Cezame CEZ 1005 & vol 2 (1977) chez Cezame CEZ 1041
  - 1979 Jean-Marie Redon Banjoistiquement Votre, LP Cezame CEZ 1049
  - 1982 Jean-Marie Redon Banjo 82, Paris Album, LP DKF 3320
  - 2014 Jean-Marie Redon Earlies but Not Oldies (selection des 3 precedents)
  - 2019 Jean-Marie Redon The Banjo Man, Pennybank Tunes

- Participation à d'autres albums
- Marcel Dadi, Dadi and Friends

- Méthodes et tablatures
  - Méthode de Banjo Jean-Marie Redon et Bill Keith  chez Chapell 1977, reed. Musicom
  - Jean-Marie Redon Tablatures pour banjo 5 cordes Chapell 1979
  - Méthode de Banjo 5 cordes Jean-Marie Redon en DVD 2009